# Lobatiriccardia alterniloba
Lobatiriccardia alterniloba är en bladmossart som först beskrevs av Hook.f. et Taylor, och fick sitt nu gällande namn av Furuki. Lobatiriccardia alterniloba ingår i släktet Lobatiriccardia och familjen Aneuraceae. Inga underarter finns listade i Catalogue of Life.